# Apavatn
Il lago Apavatn si trova nella regione sudoccidentale dell'Islanda chiamata Suðurland cerso le coste atlantiche dell'isola, a ridosso del lago Laugarvatn e ad est del maggiore Þingvallavatn.

## Geografia
Il lago è situato in una zona pianeggiante, collegato tramite il corso Hólaá al Laugarvatn, nella valle sottostante il monte Mosfell a 59 m s.l.m.
Il lago è raggiungibile tramite una strada carrabile, le sue acque si estendono per circa 13 km² e sono ricche di pesci in particolare le trote fario.

## Curiosità
Un'antica saga racconta che nell'undicesimo secolo Sighvatur Þórðarson mangiando un pesce da questo lago ricevette il dono della poesia.
Una seconda saga invece narra le sanguinose battaglie avvenute tra i contadini che abitavano le valli tra i tre laghi nel tredicesimo secolo.

## Fonti
- Sabine Baring-Gould, Alfred Newton, Iceland, its scenes and sagas, Londra, Smith Elder & co., 1863